# Ryan Sheckler

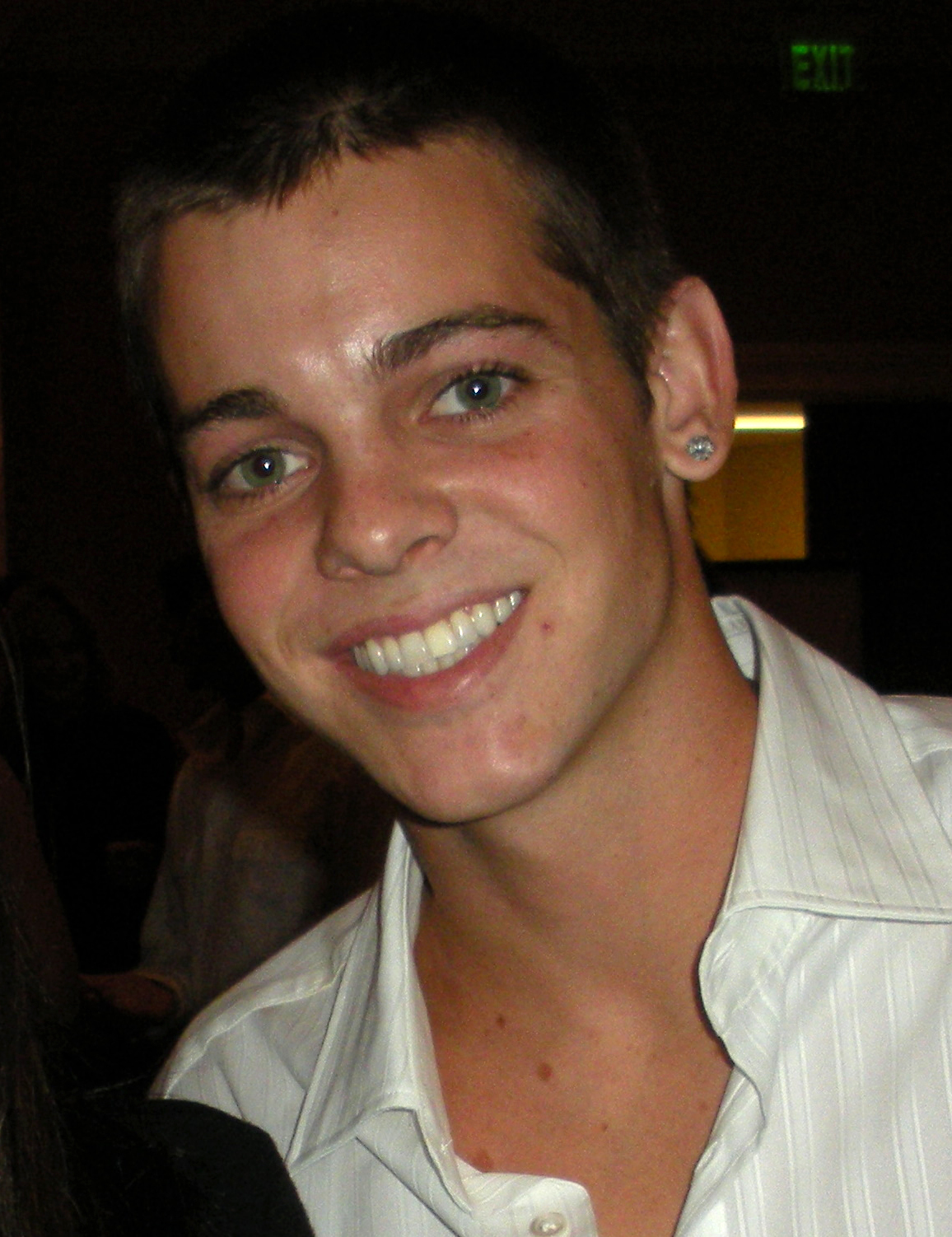
Ryan Sheckler (2008)

Ryan Allen Sheckler (* 30. Dezember 1989 in San Clemente, Kalifornien) ist ein US-amerikanischer Profi-Skateboarder.

## Kindheit und Jugend
Sheckler wurde als ältester von insgesamt drei Söhnen geboren. Seine Mutter Gretchen und sein Vater Randy sind geschieden. Seine Brüder Shane und Kane sind ebenfalls Skateboarder. Nach eigener Angabe machte Sheckler im Alter von 18 Monaten erste Fahrversuche auf dem alten Skateboard seines Vaters; im Alter von sechs Jahren versuchte er die ersten Tricks. Seine Fußposition ist „Regular“ (linker Fuß vorne). Im Sommer 1995 baute Shecklers Vater eine sogenannte Ramp und allerlei andere Gerätschaften für seinen Sohn und die Kinder aus der Nachbarschaft.

## Karriere
Shecklers Mutter hörte von der CASL (California Amateur Skateboarding League) und einem Wettbewerb in Hemet, Kalifornien, an dem Sheckler teilnahm und gewann. 1997, 1998 und 2001 gewann er zusätzlich noch die Skateboard-Staatsmeisterschaften in Kalifornien.
2003 wurde er Profi-Skater für den Skateboardhersteller Almost, mit 13 Jahren zweitjüngster in dieser Sportart (der jüngste Profi war Nyjah Huston mit elf Jahren). Im selben Jahr gewann Sheckler in der Disziplin Skateboard/Park eine Goldmedaille bei den Sommer-X-Games und ist damit bisher jüngster X-Games-Goldmedaillengewinner. Er konnte seitdem mehrere Medaillen in diesem Wettbewerb gewinnen.

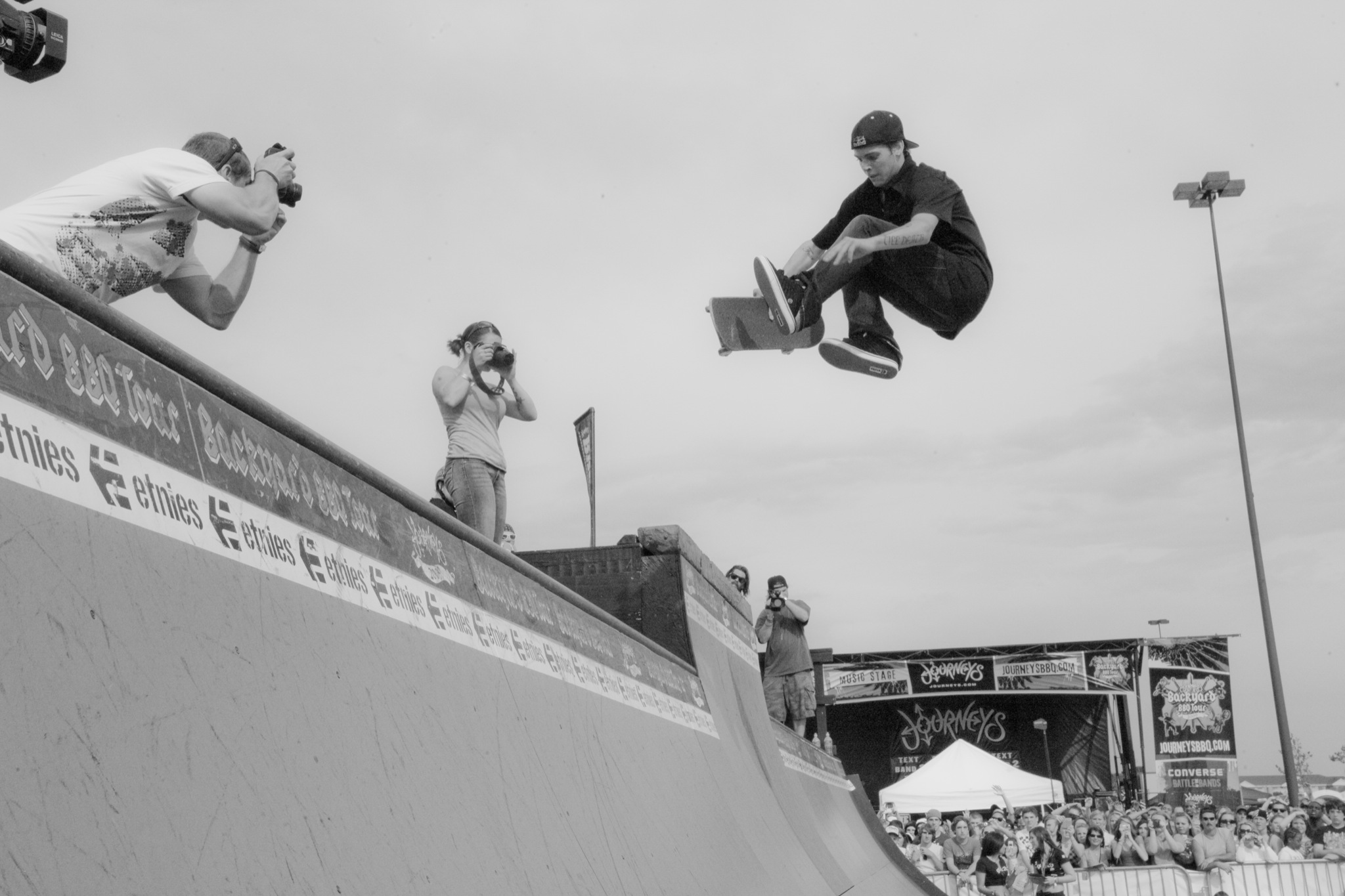
Sheckler beim Skaten (2009)

Gesponsert wird Sheckler unter anderem von Plan-B Skateboards, Etnies und Red Bull. Außerdem besitzt er einen privaten Skatepark, der zu Trainingszwecken genutzt werden kann.
Zwischenzeitlich versuchte Sheckler sich auch im Motocross, ohne allerdings an seine Skateboarderfolge anknüpfen zu können. Er lebte bis zu seinem Auszug mit seiner Mutter und seinen beiden jüngeren Brüdern Shane und Kane in San Clemente. Auf dem Musiksender MTV lief seine Realityshow Life of Ryan. 2008 kam ein Film namens „Street Dreams“ mit ihm heraus.
Sheckler ist zudem ein Charakter in einigen Spielen der Tony-Hawk’s-Videospielreihe.
Im Mai 2009 startete Sheckler seine neue Modelinie, RS, die hauptsächlich bei J. C. Penney angeboten wird.
Im November 2017 berichtete Sheckler von seiner Alkoholkrankheit und dass seine sportlichen Aktivitäten unter seinem Trinken litten. Er begab sich daraufhin in eine Entzugsklinik. Die Entziehungstherapie verlief erfolgreich, auf seinem persönlichen Instagram-Profil zeigt sich Sheckler seitdem vermehrt beim Skaten (Stand Frühjahr 2019).

## Erfolge (Skateboarding)
- 2001

- Tampa Am, Florida, 14. Platz (Straßendisziplin)

- 2002

- Tampa Am, Florida, 7. Platz (Straßendisziplin)

- 2003

- Tampa Pro, Florida, 4. Platz (Straßendisziplin)
- Tampa Am, Florida, 3. Platz (Straßendisziplin)
- Gravity Games, Ohio, 1. Platz (Straßendisziplin)
- Slam City Jam, Vancouver, 1. Platz (Straßendisziplin)
- United States Skateboarding Championships, Virginia, 3. Platz (Straßendisziplin)
- Vans Triple Crown, Gesamtsieg Oceanside (Straßendisziplin)
- World Championship of Skateboarding, Münster, 1. Platz (Straßendisziplin)
- Profiskater für den Skateboard Hersteller World Industries
- Goldmedaille bei den Sommer-X-Games

- 2004

- Gravity Games, Ohio, 3. Platz (Straßendisziplin)
- United States Skateboarding Championships, Virginia, 1. Platz (Straßendisziplin)
- Vans Triple Crown, Oceanside, 1. Platz (Straßendisziplin)
- World Cup of Skateboarding, 2. in der Gesamtwertung Maryland (Straßendisziplin)

- 2005

- West 49 Canadian Open, Hamilton, 2. Platz (Straßendisziplin)
- Globe World Cup, Melbourne, 2. Platz (Straßendisziplin)
- World Championship of Skateboarding, Münster, 3. Platz (Straßendisziplin)
- Etnies Goofy vs Regular, Lake Forest, 2. Platz (Straßendisziplin)
- X Games 11, Los Angeles, 4. Platz (Straßendisziplin)
- Panasonic Open, Baltimore, 1. Platz (Straßendisziplin)
- Right Guard Open, Cleveland, 1. Platz (Straßendisziplin)
- Vans Invitational, Portland, 2. Platz (Straßendisziplin)
- Toyota Challenge, Salt Lake City, 1. Platz (Straßendisziplin)
- Playstation Pro, Orlando, 3. Platz (Straßendisziplin)

- 2006

- Tampa Pro, Florida, 5. Platz (Straßendisziplin)
- Globe Assault, Melbourne, 1. Platz (Straßendisziplin)
- Panasonic Open, Baltimore, 1. Platz (Straßendisziplin)
- Right Guard Open, Cleveland, 4. Platz (Straßendisziplin)
- Vans Invitational, Portland, 1. Platz (Straßendisziplin)
- Toyota Challenge, Salt Lake City, 1. Platz (Straßendisziplin)
- Playstation Pro, Orlando, 2. Platz (Straßendisziplin)
- X Games 12, Los Angeles, 2. Platz (Straßendisziplin)

- 2007

- Panasonic Open, Baltimore, 1. Platz (Straßendisziplin)
- Right Guard Open, Cleveland, 1. Platz (Straßendisziplin)
- X Games 13, Los Angeles, 4. Platz (Straßendisziplin)
- Vans Invitational, Portland, 2. Platz (Straßendisziplin)
- Toyota Challenge, Salt Lake City, 1. Platz (Straßendisziplin)
- Etnies Goofy vs Regular, Lake Forest, 6. Platz (Straßendisziplin)
- Playstation Pro, Orlando, 2. Platz (Straßendisziplin)

- 2008

- Tampa Pro, Florida, 5. Platz (Straßendisziplin)
- Slaughter At The Opera, Sydney, 8. Platz (Straßendisziplin)
- Panasonic Open, Baltimore, 1. Platz (Straßendisziplin)
- Right Guard Open, Cleveland, 8. Platz (Straßendisziplin)
- X Games 14, Los Angeles, 1. Platz (Straßendisziplin)
- Trasher Bust or Bail Contest, San Francisco, 1. Platz (Straßendisziplin)
- Vans Invitational, Portland, 1. Platz (Straßendisziplin)
- Toyota Challenge, Salte Lake City, 2. Platz (Straßendisziplin)
- Playstation Pro, Orlando, 10. Platz (Straßendisziplin)
- AST Dew Tour, Los Angeles, 3. Platz (Gesamtergebnisse)

- 2009

- X Games 15, Los Angeles, 6. Platz (Straßendisziplin)
- AST Dew Tour, Boston, 1. Platz (Straßendisziplin)

- 2010

- X Games XVI, Los Angeles, 1. Platz (Straßendisziplin)

- 2011

- Simpel Tour, Tallinn (Estland), 1. Platz (Straßendisziplin)
- Street League Skateboarding, Seattle, 4. Platz (Straßendisziplin)
- Street League Skateboarding, Kansas City, 5. Platz (Straßendisziplin)
- Street League Skateboarding, Arizona, 2. Platz (Straßendisziplin)
- X Games 17, Los Angeles, 3. Platz (Straßendisziplin)

- 2012

- X Games 18, Los Angeles, 2. Platz (Straßendisziplin)

## Filmografie
- 2002: MVP2: Most Vertical Primate
- 2003: Grind – Sex, Boards & Rock’n’Roll (Grind)
- 2004: Almost: Round Three
- 2005: Dishdogz
- 2007–2009: Life of Ryan
- 2008: Street Dreams
- 2008: True Jackson (True Jackson VP) (Fernsehserie, Staffel 1 Episode 4)
- 2010: Zahnfee auf Bewährung (Tooth Fairy)
- 2015: Justin Bieber – What Do You Mean?